# روبرت كروغر
روبرت كروغر (بالإنجليزية: Robert Kruger)‏ هو لاعب اتحاد الرغبي جنوب أفريقي، ولد في 28 أبريل 1988 في جوهانسبرغ في جنوب أفريقيا.